# Діле
Діле (перс. ديله) — село в Ірані, у дегестані Лавандевіл, у бахші Лавандевіл, шагрестані Астара остану Ґілян. За даними перепису 2006 року, його населення становило 71 особу, що проживали у складі 12 сімей.

## Клімат
Середня річна температура становить 13,32 °C, середня максимальна – 26,98 °C, а середня мінімальна – -0,57 °C. Середня річна кількість опадів – 846 мм.
| Клімат поселення                              | Клімат поселення | Клімат поселення | Клімат поселення | Клімат поселення | Клімат поселення | Клімат поселення | Клімат поселення | Клімат поселення | Клімат поселення | Клімат поселення | Клімат поселення | Клімат поселення | Клімат поселення |
| Показник                                      | Січ.             | Лют.             | Бер.             | Квіт.            | Трав.            | Черв.            | Лип.             | Серп.            | Вер.             | Жовт.            | Лист.            | Груд.            |                  |
| Середній максимум, °C                         | 10,32            | 9,89             | 11,83            | 16,15            | 20,44            | 24,87            | 26,98            | 26,57            | 22,26            | 19,51            | 14,58            | 10,90            |                  |
| Середня температура, °C                       | 5,10             | 4,65             | 6,62             | 10,92            | 15,20            | 19,66            | 23,13            | 22,71            | 18,40            | 15,67            | 10,75            | 7,06             |                  |
| Середній мінімум, °C                          | −0,12            | −0,57            | 1,39             | 5,70             | 9,98             | 14,42            | 19,29            | 18,87            | 14,56            | 11,82            | 6,90             | 3,22             |                  |
| Норма опадів, мм                              | 69               | 67               | 73               | 55               | 47               | 29               | 14               | 40               | 104              | 156              | 109              | 83               |                  |
| Середньомісячна швидкість вітру, м/с          | 2.39             | 2.51             | 2.50             | 2.49             | 2.36             | 2.57             | 2.70             | 2.50             | 2.15             | 2.10             | 2.00             | 2.10             |                  |
| Середньомісячна сонячна радіація, кДж/м²·день | 6817             | 9195             | 11284            | 15767            | 19832            | 22665            | 23627            | 19958            | 16001            | 10870            | 8255             | 6400             |                  |
| --------------------------------------------- | ---------------- | ---------------- | ---------------- | ---------------- | ---------------- | ---------------- | ---------------- | ---------------- | ---------------- | ---------------- | ---------------- | ---------------- | ---------------- |
| Джерело:                                      |                  |                  |                  |                  |                  |                  |                  |                  |                  |                  |                  |                  |                  |